# Cantó de Lauterbourg
El cantó de Lauterbourg (alsacià Kanton Lüterburi) és una antiga divisió administrativa francesa que estava situada al departament del Baix Rin i a la regió del Gran Est.
Al 2015 va desaparèixer i el seu territori va passar a formar part del cantó de Wissembourg.

## Composició
El cantó de Lauterbourg aplegava 5 comunes :
| Nom alsacià            | Nom francès                | Nom alemany      |
| Lauterburg / Lüterburi | Lauterbourg                | Lauterburg       |
| Niderlauterbach        | Niederlauterbach           | Niederlauterbach |
| Nawiller / Näwiller    | Neewiller-près-Lauterbourg | Nehweiler        |
| Sàlembàch              | Salmbach                   | Salmbach         |
| Schaiwert              | Scheibenhard               | Scheibenhard     |

## Història
| Data d'elecció | Identitat          | Partit       | Qualitat |
| -------------- | ------------------ | ------------ | -------- |
| 2001-          | Jean-Michel Fetsch | UMP i aliats |          |